# Csábrágsomos
Csábrágsomos (1899-ig Hont-Somos szlovákul: Drienovo) község Szlovákiában, a Besztercebányai kerületben, a Korponai járásban.

## Fekvése
Korponától 15 km-re délre, a Korponai-fennsíkon, 370 m magasan fekszik.

## Története
1256-ban Drino néven említik először egy birtokvita kapcsán. A honti várjobbágyok követelték vissza földjét mint várbirtokot, de Palásti Bors fiai örökségként ragaszkodtak hozzá. Évszázadokon át a csábrági váruradalom része, ezért története is nagyrészt a várhoz kötődik. A 16. század első felében Bakócz Tamás birtoka és általa később örököseié, az Erdődyeké. Később a Pálffy, Krusich és Koháry családok a birtokosai. 1715-ben 15 adózó háztartása volt. 1828-ban 103 házában 618 lakos élt. A 19. században a falu a szlovák nemzeti mozgalom egyik központja volt, mivel itt tanított a költő és forradalmár Ján Rotarides. 1848-ban költőtársával, Janko Kráľlal együtt szervezte a népet a földesurak elleni felkelésre.
Vályi András szerint "DRENO. Drjenove. Tót falu Hont Vármegyében, birtokosai külömbféle Urak, lakosai katolikusok, és evangelikusok, fekszik partos helyen, Dobócztól más fél mértföldnyire, mint hogy hegyen fekszik, az itatásban fogyatkozása van, legelője szoross, földgye többnyire termékeny, és mind a’ kétféle fája van, ’s szőlő hegye is középszerű, második Osztálybéli."
Fényes Elek szerint "Drenó, (Drienovo), Hont m. tót falu, Csábrághoz 1/2 mfd. 7 k., 610 ev. lak. s templommal, erdővel, sovány határral, s egy malommal a Csábrág völgyében. Nyáron sokszor vizben szükséget érez, mivel hegyen fekszik. F. u. többen. Ut. p. Ipoly-Ság."
A trianoni békeszerződésig Hont vármegye Korponai járásához tartozott. A második világháború idején a lakosság tevékenyen részt vett a szlovák partizánok támogatásában.

## Népessége
| Év:            | 1994. | 2004.   | 2014.    | 2024.    |
| -------------- | ----- | ------- | -------- | -------- |
| Emberek száma: | 127   | 128     | 111      | 97       |
| Eltérés:       |       | +0,78 % | -13,28 % | -12,61 % |

| Év:            | 2023. | 2024.   |
| -------------- | ----- | ------- |
| Emberek száma: | 99    | 97      |
| Eltérés:       |       | -2,02 % |

1910-ben 364, túlnyomórészt szlovák lakosa volt.
2001-ben 126 lakosából 124 szlovák volt.
2011-ben 113 lakosából 106 szlovák.

## Nevezetességei
- Evangélikus temploma 1822-ben épült, mai formáját az 1908. évi átépítéskor nyerte el.
- A plébánia épülete 1890-ből származik.
- A faluban a népi építészet számos szép példája található.
- A Miron majornál az egykori partizánharcok emlékműve áll.
- A falu temetőjében nyugszik Ján Rotarides (1822-1900) szlovák költő.